# Cadillac Type V-63

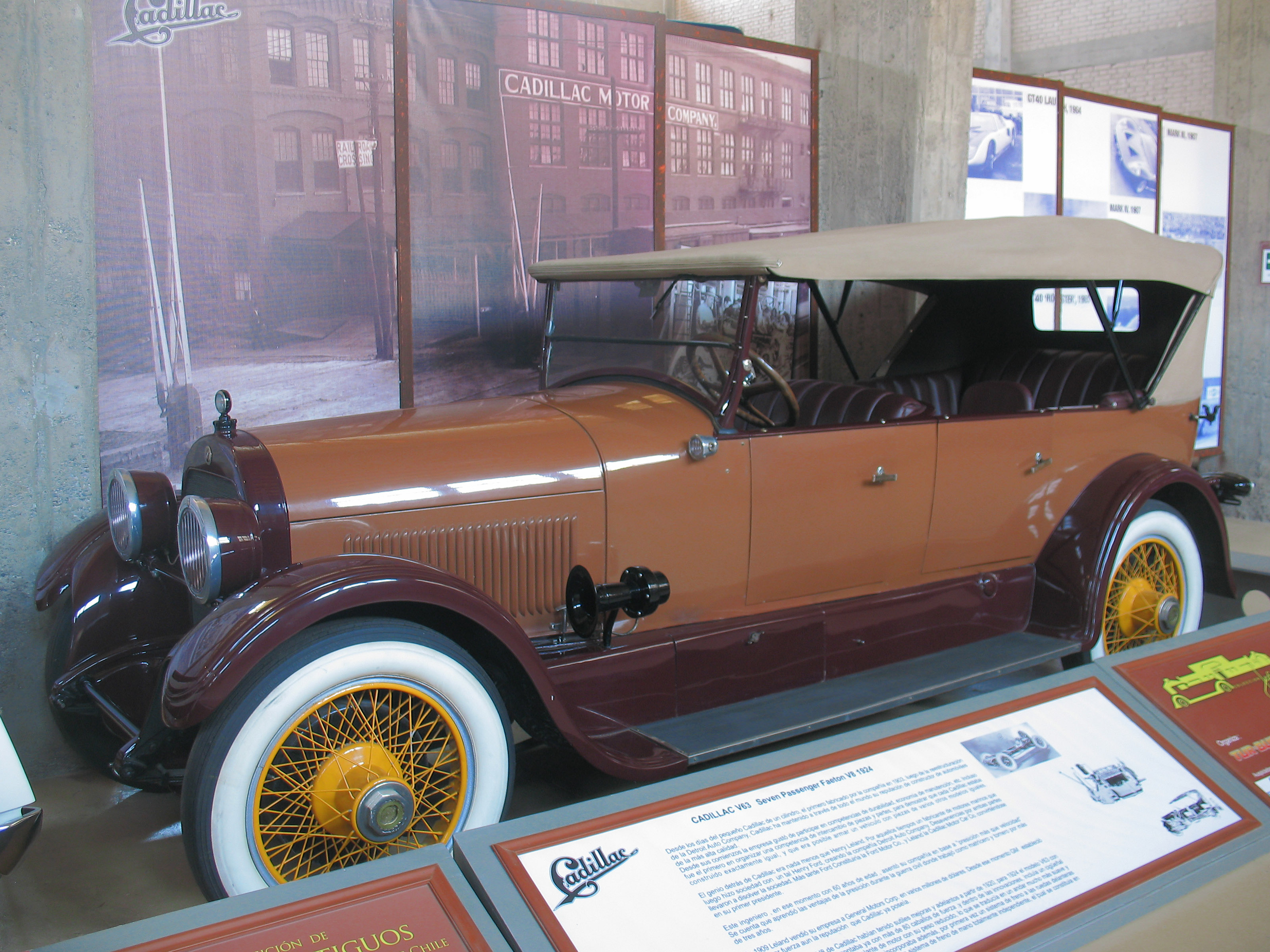
Cadillac Modelo 63 (1924).

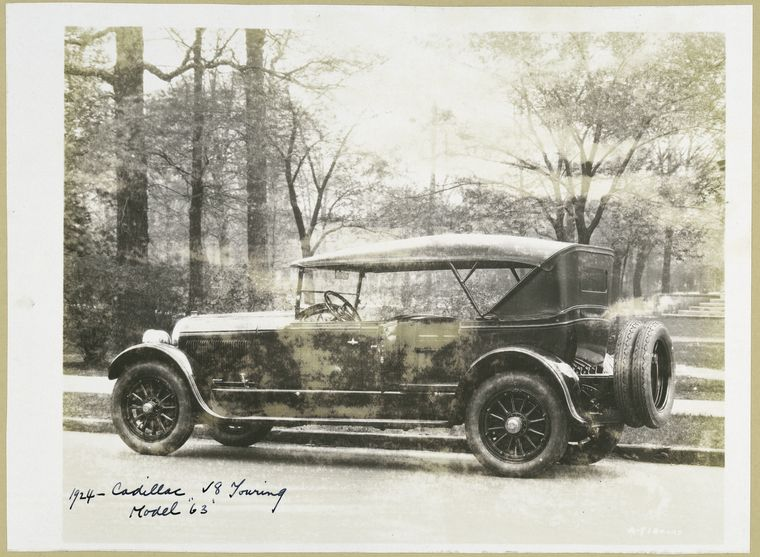
Cadillac Type V-63 (1925).

El Cadillac Type V-63 es un gran automóvil de lujo que se introdujo en septiembre de 1923 por Cadillac como «Modelo 1924», reemplazando el Type anterior.
El V-63 utilizó una versión mejorada del famoso motor V8 de Cadillac. La innovación principal era un cigüeñal en cruz que daba mayor suavidad y eficiencia. Este diseño fue sometido a un análisis matemático complejo y fue patentado simultáneamente por Peerless. Ambas compañías aceptaron compartir la innovación, algo normal hoy en día. Otra innovación del V-63 fueron los frenos delanteros.